# Hemsworth
Hemsworth è un paese della contea del West Yorkshire, in Inghilterra.